# 賀茂宮
賀茂宮（かものみや、元和4年10月5日（1618年11月21日） - 元和8年10月2日（1622年11月4日））は、江戸時代前期の皇族。後水尾天皇の第一皇子。母は典侍四辻与津子（お与津御寮人）。同母妹に文智女王がいる。

## 生涯
後水尾天皇の第一皇子として生まれた。この年には徳川秀忠の娘・和子が入内する予定だったが、賀茂宮の誕生により延期される事となった。また、翌年には梅宮（後の文智女王）が生まれて再び延期となったため、不行跡として母与津子と妹梅宮は宮中より追放させられ、伯父四辻季継・高倉嗣良を含む公卿にも流罪や出仕差し止めの処分が下された（およつ御寮人事件）。このような不祥事があったためか、賀茂宮は一部の系図史料（『本朝皇胤紹運録』など）に掲載がされていない。
その後、賀茂宮は1622年（元和8年）10月2日（新暦：11月4日）、成人することなく薨去。戒名は景雲院諦月英秋。
墓地は京都府京都市右京区嵯峨二尊院門前長神町の二尊院。